# Mentir para vivir
Mentir para vivir est une telenovela mexicaine diffusée en 2013 sur Canal de las Estrellas.

## Synopsis
Oriana Caligaris et José Luis Falcón forment un couple mexicain qui, depuis quelques années, vit en Colombie. Ils ont une fille de six ans appelée Alina.

## Distribution
- David Zepeda : Ricardo Sánchez
- Mayrín Villanueva : Inés  Caligaris
- Diego Olivera : Don Sandro Carvajal
- Altair Jarabo : Raquel Ledesma
- Ferdinando Valencia : Alberto Torres González
- Adriana Roel : Paloma Aresti
- Cecilia Gabriela : Dona Lucina González de Torres
- Alejandro Tommasi : Don Gabriel Sánchez
- Lourdes Munguía : Lila Martín de Sánchez
- Alberto Agnesi : Antonio Araujo
- Leticia Perdigón : Matilde Aresti de Camargo
- Nuria Bages : Dona Fidelia Sánchez
- Alejandro Speitzer : Sebastián Sánchez Bretón
- Felipe Nájera : Padre Mariano Castillo
- Mariluz Bermúdez : Marilú Tapia
- Rosa María Bianchi : Irene Betron de Sánchez
- Mariana Garza : María Jiménez
- Juan Carlos Barreto : Rubén Camargo
- Geraldine Galván : Fabiola Camargo Aresti
- Lucas Velázquez : César Camargo Aresti
- Fabián Robles : Piero Verástegui
- Mauricio García Muela : Daniel Curiel
- Manuel Guízar : Benigno Jiménez
- Carla Cardona : Melissa Escalante
- Patricio Castillo
- Laisha Wilkins : Inés Valdivia
- Lorena Velázquez
- Ana Paola Martínez : Anila Falcón Caligaris / Catalina Valdivia

## Diffusion internationale
| Pays ou Région         | Chaîne                                 | Titre             | Série première    |
| ---------------------- | -------------------------------------- | ----------------- | ----------------- |
| Mexique                | Canal de las Estrellas                 | Mentir para vivir | 3 juin 2013       |
| Panama                 | Telemetro                              | Mentir para vivir |                   |
| États-Unis             | Univision                              | Mentir para vivir |                   |
| Amérique latine        | Canal de las Estrellas Amérique latine | Mentir para vivir |                   |
| Europe                 | Canal de las Estrellas Europe          | Mentir para vivir |                   |
| République dominicaine | Telemicro                              | Mentir para vivir |                   |
| Honduras               | Canal 5                                | Mentir para vivir |                   |
| Venezuela              | Venevisión                             | Mentir para vivir |                   |
| Hongrie                | RTL Klub                               |                   | 12 septembre 2013 |

### Sources
- (en) Cet article est partiellement ou en totalité issu de l’article de Wikipédia en anglais intitulé « Mentir Para Vivir » (voir la liste des auteurs).

- (es) Cet article est partiellement ou en totalité issu de l’article de Wikipédia en espagnol intitulé « Mentir para vivir » (voir la liste des auteurs).